# Ромоданов Петро Дмитрович
Петро́ Ромода́нов (Ромода́нов [Ромода́нів, Ромада́нов] Петро́ Дми́трович; 2 серпня 1875 , Москаленки, Канівський повіт, Київська губернія, Російська імперія  — 2 вересня 1938 , Київ, Київська область, Українська РСР, СРСР ) — архієрей Української автокефальної православної церкви (УАПЦ). Єпископ Лохвицький, Полтавський. Офіційний представник УАПЦ при уряді УСРР  (1923–1926). Голова Президії Всеукраїнської православної церковної ради (ВПЦР) (1926–1927).
Батько нейрохірурга Андрія Ромоданова.

## Біографія
Народився 2 серпня 1875, охрещений 24 серпня 1875 року (за старим стилем) в родині священника церкви Дмитра Михайловича Ромоданова та його дружини Анни Павлівни в селі Москаленки, тепер Богуславський район, Київська область, Україна. 1910 року закінчив Імператорський Казанський університет. 
До революції 1917 року — православний священик на Черкащині. Служив на парафіях Лохвицького повіту. Єпископ УАПЦ з 1923 року, призначений на Лохвиччину. Згодом був у Катеринославі.
З 1923 по 1926 рік працював правозаступником УАПЦ в Харкові, був офіційним представником від УАПЦ при уряді УСРР.
У 1926–1927 роках очолював президію ВПЦР. У 1928 році разом із сім'єю перебрався до Києва, відтоді працював у Києві вчителем.
Єпископ опікувався приєднанням до УАПЦ братства Діяльно-Христової церкви (ДХЦ) — процес тривав ще з 1924 року. Як свідчив сам єпископ, причиною затягування було те, що єпископи ДХЦ вимагали, аби усі їхні священики залишились на своїх парафіях.
Також Ромоданов працював над організацією ієрархії УАПЦ.
22-23 жовтня 1926 року в Ніжині брав участь, як голова ВПЦР, в окружному церковному з'їзді духовенства УАПЦ і мирян Ніжинської та Чернігівської округи.
На Другому соборі УАПЦ 1927 року єпископ Ромоданов виступив категорично проти митрополита Василя Липківського, коли Чехівський закликав звернутися до більшовицької влади з проханням зняти з глави УАПЦ звинувачення у політичній непевності, єпископ Петро назвав це «насильством над волею соборноправної церкви».
За те, що Іван Грищенко, представник Софіївської парафії, запропонував залишити Митрополитом Василя Липківського, єпископ Ромоданів позбавив його мандату делегата собору.
Деякі дослідники вважають, що на той час єпископ Ромоданов співпрацював із ДПУ, зізнавався, що Липківський їм дуже заважає та виголосив репліку під час собору не з власної волі. На засіданнях у вужчому колі єпископ Петро Ромоданов висловлювався дуже схвально про діяльність Липківського.
За деякими даними Ромоданов видав більшовицькій владі українську «конспіративну комісію УАПЦ», якою керував архієпископ Олександер (Ярещенко).
З 1928 року Ромоданов відійшов від церковних справ. Працював вчителем у школах Лубен та Києва.
Заарештований органами НКВС УРСР 12 червня 1938 року в Києві за обвинуваченням в участі «в антирадянській українській націоналістичній організації». Перебував у Лук'янівській в'язниці.
29 серпня 1938 засуджений Трійкою при Облуправлінні НКВС УРСР за статтями 54-8 та 54-11 Карного кодексу УРСР до вищої міри покарання — розстрілу, з конфіскацією особистого майна. 2 вересня 1938 року вирок було приведено до виконання.
Реабілітований посмертно 1961 року за відсутністю складу злочину.

## Родина
Був одружений із Оленою Дмитрівною Грековою.
Син — український нейрохірург, академік АМН СРСР, Герой Соціалістичної Праці Андрій Ромоданов.